# John Anderson (cầu thủ bóng đá, sinh năm 1931)
John Ephraim Anderson (7 tháng 6 năm 1931 – 2003) là một cựu cầu thủ bóng đá người Anh thi đấu ở vị trí hậu vệ cho Grimsby Town.